# Console di ripristino
La Console di ripristino è una funzionalità dei sistemi operativi Windows 2000, Windows XP e Windows Server 2003. Fornisce agli amministratori i mezzi per eseguire una gamma limitata di attività utilizzando un'interfaccia a riga di comando. La sua funzione principale è quella di consentire agli amministratori di recuperare da situazioni in cui Windows non si avvia fino a presentare la sua interfaccia utente grafica. La console di ripristino viene utilizzata per fornire un modo per accedere al disco rigido in caso di emergenza tramite il prompt dei comandi. Pertanto, è possibile accedere alla Console di ripristino tramite il supporto di installazione originale utilizzato per installare Windows, oppure può anche essere installato sul disco rigido e aggiunto al menu NTLDR, tuttavia fare affidamento su quest'ultimo è più rischioso perché richiede che il computer possa avviarsi al punto da caricare il bootloader NTLDR.

## Funzionalità
La Console di ripristino ha un semplice interprete della riga di comando (o CLI). Molti dei comandi disponibili sono molto simili ai comandi normalmente disponibili in cmd.exe, ovvero attrib, copy, del e così via.
Dalla Console di ripristino un amministratore può:
- creare e rimuovere directory e copiare, cancellare, visualizzare e rinominare i file
- abilitare e disabilitare i servizi (che modifica il database di controllo del servizio nel registro, per avere effetto al successivo avvio del sistema)
- ripara il file di avvio, usando il comando bootcfg
- scrivere un nuovo record di avvio principale su un disco, usando il comando fixmbr
- scrivere un nuovo record di avvio del volume su un volume, usando il comando fixboot
- volumi di formato
- espandere i file dal formato compresso in cui sono memorizzati sul CD-ROM di installazione
- eseguire una scansione CHKDSK completa per riparare dischi e file danneggiati, soprattutto se il computer non può essere avviato correttamente

L'accesso al filesystem sulla Console di ripristino è severamente limitato. Un amministratore che utilizza la Console di ripristino ha accesso in sola lettura a tutti i volumi ad eccezione del volume di avvio e anche sul volume di avvio ha accesso solo alla directory principale e alla directory di sistema di Windows (ad es. \WINNT). Questo può essere modificato modificando i Criteri di sicurezza per consentire l'accesso in lettura/scrittura al file system completo, inclusa la copia di file da supporti rimovibili (ad esempio unità floppy). 
Sebbene venga visualizzato nell'elenco dei comandi disponibili utilizzando il comando help e in molti articoli sulla Console di ripristino (inclusi quelli creati da Microsoft), il comando net non è disponibile. Non sono caricati stack di protocolli, quindi non è possibile connettersi a una cartella condivisa su un computer remoto come implicito. 